# Stipa coronata
Stipa coronata är en gräsart som beskrevs av George Thurber. Stipa coronata ingår i släktet fjädergrässläktet, och familjen gräs. Inga underarter finns listade i Catalogue of Life.